# Pupavac
Pupavac (Upupa epops) (u hrvatskom se koriste i druga imena: kruničar, pupavac božjak, futač) – je vrsta ptica iz porodice Upupidae, najrasprostranjenija vrsta iz roda Upupa.
Ova ptica tisućljećima zauzima posebno mjesto u folkloru i ljudi su mu naročito naklonjeni; još u drevnom Egiptu pupavci su slikani po zidovima grobnica i hramova. S ogromnom rasprostranjenošću na tri kontinenta, upadljivim bojama i velikom kukmom na glavi koju mogu kontrolirati, ove ptice su upečatljiva i uobičajena pojava u vrtovima i na obradivom zemljištu. Nastanjuju Europu, Afriku, Madagaskar i južnu Aziju.

## Opis
Dugi su 27 – 29 cm, a teški 47 – 89 grama. Hrane se kukcima i malim kralježnjacima. Pupavci lete tako što neujednačeno zamahuju svojim zaobljenim krilima, a kada stanu uzdignu kukmu. Možda se čini da su slabi letači, ali prelijeću ogromne razdaljine tijekom seobe i umiju brzo uzmaknuti u zrak ako je potrebno. Ipak, stotine postanu žrtve garavih sokola (Falco concolor) za vrijeme seobe preko Mediterana. Šare na tijelu ih čine upadljivim. Južnoafrički pupavci su crvenkasti, a od zimskih došljaka koji migriraju iz Euroazije se razlikuju po nijansama boja i šarama na krilima; nekada se smatralo da su druga vrsta, ali ponašanje im nije značajno drugačije. Odrasli ponekad zauzimaju položaj raširenih nogu i krila, tako što čučnu, zabace glavu i kljun i upere ih prema nebu (što im je vjerojatno donijelo i pučko ime "pupavac nebogled"), rašire krila i rep vrhova pritisnutih uz tlo. Čitavih 200 godina se za ovaj položaj tijela mislilo da je to obrambena reakcija pupavca na opasnost, ali sada je utvrđeno da je to samo poza za sunčanje.

## Razmnožavanje
Parovi su u jednoj sezoni parenja monogamni. Gnijezda su oskudno obložene šupljine u termitanjacima, stare rupe djetlića, grubi kameni zidovi, oluci ili procjepi u drveću; ulaz je uzak, a sama rupa je smrdljiva. Mladunci luče iz trtične žlijezde smrdljivi sekret, što se smatra obrambenim mehanizmom. Mužjak ga čisti. Pupavci se ne boje ljudi i često se gnijezde u njihovoj blizini. Pjevaju uglavnom tijekom sezone parenja. Poput hrvatskog "pupavac", i engleski "hoopoe" i latinski "upupa" su onomatopejski nazivi. Pupavac leže 2 – 5 jaja u tropskim krajevima, a 7 – 9 na višim geografskim širinama. Vrlo su raznolika u boji. Težina jaja je 4,5 grama, a period inkubacije oko 15 dana.

## Vanjske poveznice
|  | Zajednički poslužitelj ima stranicu o temi Upupa epops    |
|  | Zajednički poslužitelj ima još gradiva o temi Upupa epops |
|  | Wikivrste imaju podatke o taksonu Upupa epops             |